# Chaco Wash
Il Chaco Wash è un arroyo (un fiumiciattolo periodico) che si fa strada attraverso il Chaco Canyon, situato nella parte nord-occidentale del Nuovo Messico sul plateau del Colorado. Un altro arroyo, chiamato Escavada Wash, è un affluente che alimenta il Chaco Wash a nord-est, verso la fine del Chaco Canyon.